# Rekylalger
Rekylalgerna (Cryptophyta) är en division encelliga alger som finns i både marina och limniska miljöer, inte minst i kalla områden. De flesta medlemmar är fotosyntetiserande men ändå mixotrofa. Fotosyntetiserande medlemmar har klorofyll a, c samt fykobiliner. Kloroplasten härrör ursprungligen från en upptagen rödalg (sekundär endosymbios). Kloroplasten omges av 4 membran. Totalt finns omkring 200 arter fördelade på tre ordningar. Gruppen är även känd som kryptomonader.

## Systematik och fylogeni
Rekylalgerna indelas i tre ordningar. Cryptomonadales och Chroomonadeles innehåller många fotosyntetiserande medlemmar (se nedan). Goniomonadales innehåller endast det färglösa släktet Goniomonas.
En del molekylärbiologiska data samt närvaro av rödalg som endosymbiont stödjer en placering i gruppen Chromalveolata. Rekylalgerna verkar vara närmast släkt med fästalgerna (Haptophyta). Rekylalger och fästalger räknas därför ibland tillsammans som gruppen Hacrobia. Å andra sidan har rekylalgerna fler "primitiva" drag jämfört med fästalger och heterokonter såsom närvaro nukleomorf och fykobiliner (se nedan), vilket skulle kunna tyda på att de är en mycket tidigt divergerande grupp inom Chromalveolata.

## Cellstruktur
Plastiden (kloroplasten) härrör av allt att döma från en rödalg som tagits upp genom sekundär endosymbios. Istället för att smältas av den ursprungliga heterotrofa värdcellen behölls rödalgen inuti en särskild "vesikel", troligen gynnad av den sura miljön (sur miljö gör att koldioxid/bikarbonat framförallt föreligger som koldioxid vilket gynnar Rubiscos koldioxidfixering). Som ett arv från den sekundära endosymbiosen omges plastiden av inte mindre än fyra membran. De två membranen närmast kloroplasten härrör från denna. Membran nummer tre är endosymbiontens (rödalgens) plasmamembran medan det yttersta membranet ursprungligen är membranet från fagocytvesikeln. Just mellan membran 2 och 3 återfinns resten av rödalgens gamla cellkärna vilken reducerats till en nukleomorf, vars återstående mycket begränsade genom nu sekvenserats. De allra flesta gener har överflyttats till värdcellens genom. Det yttersta membranet är kontinuerligt med värdcellens endoplasmatiska nätverk (ER).
Fotosyntetiserande rekylalger besitter klorofyll a och c2 samt fykobiliner (fykobiliner förekommer även hos rödalger och cyanobakterier). Hos rekylalgerna är fykobilin-proteinen utspridda över plastidernas lumen. I ordningen Chroomonades utgörs fykobilinerna av en typ av fykocyanin medan hos ordningen Cryptomonadales förekommer istället fykobilinet fykoerytrin. Inga rekylalger har både fykocyanin och fykoerytrin samtidigt. Färgen hos kryptomonaderna skiftar beroende på vilka fykobiliner som finns. Fykocyanin ger algerna ett blåaktigt intryck medan fykoerytrin ger en rödaktig nyans. Även alfakaroten, diatoxantin och alloxantin förekommer. Det finns även rekylalger som saknar pigment och är således färglösa och heterotrofa. Näring lagras som stärkelse.  Hos Chliomonas har innehåller plastiden inte längre fotosyntetiska pigment, utan har blivit en leukoplast.

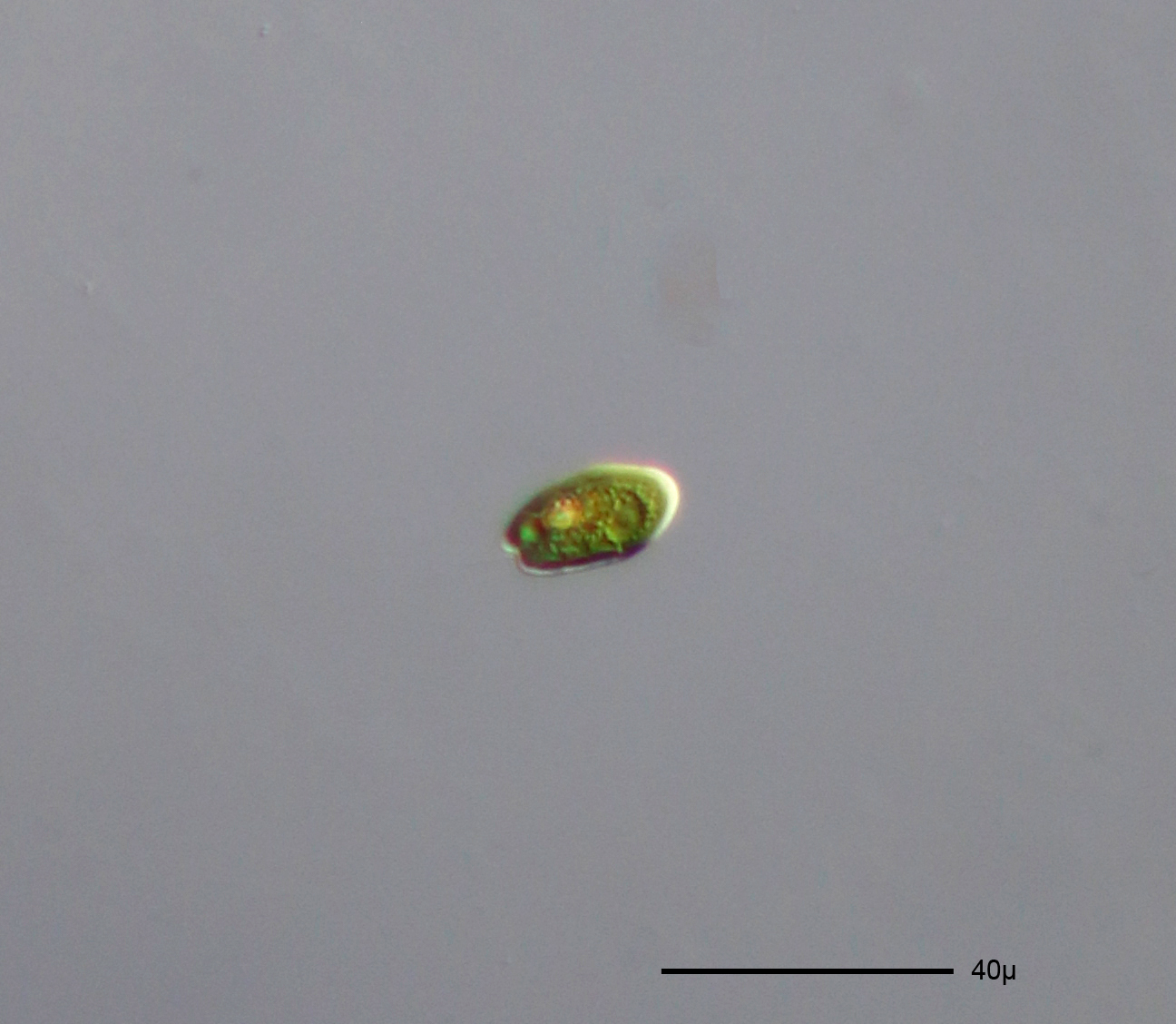
Cryptomonas

Vissa rekylalger har ögonfläckar.  Enligt vissa forskare är det två rhodopsiner som fungerar som ljusreceptorer hos rekylalger, likt hos vissa grönalger.
Rekylalgerna har utskjutbara projektiler kallade ejektosomer. När dessa skjuts ut rör sig kryptomonaden åt motsatt håll (därav det svenska namnet). Det är tänkbart att ejektosomerna används som försvarsmekanism, men de kan också vara en flyktmekanism.

## Ekologi
Rekylalgerna är viktiga fotosyntetiserande alger i framförallt kalla vatten. Exempelvis kan de leva i vegetativt tillstånd (jmf vilospor) under isen i nordliga och/eller högt belägna sjöar och på Antarktis. De har således mycket god förmåga att även ta vara på mycket sparsamt ljus. Energitransfern från fykocyaninet till fotosystem I och II har också visats vara mycket effektiv.
Alla fotosyntetiserande medlemmar är mixotrofa: de har alltså både fotosyntes och fagocytos. Fagocytos av bakterier tros spela en stor roll för upptag och fosfor och kväve i näringsfattiga miljöer/tider, till exempel under sjöis på vinterhalvåret. Man har exempelvis observerat fagocytos hos Cryptomonas. Rekylalgerna använder sin förmåga till rörelse genom att aktivt söka näring och/eller solljus, men samtidigt ändå undgå det starkaste ljuset mitt på dagen.
Rekylalgerna är en mycket viktig näringskälla för zooplankton framförallt i kallare vatten. De är också mycket rika på omättade fettsyror.
Det förekommer att rekylalger i sin tur utgör endosymbionter (tertiär endosymbios). Exempelvis lever rekylalger av släktena Chroomonas eller Hemiselmis som endosymbiont i dinoflagellaten Gymnodinium myriopyrenoides. Även ciliaten Mesodinium rubrum har en rekylalg som endosymbiont.